# Tênis na Universíada de Verão de 1987

## Quadro de medalhas
| Ordem | País                | Medalha de ouro | Medalha de prata | Medalha de bronze |   |
| ----- | ------------------- | --------------- | ---------------- | ----------------- | - |
| 1     | URS União Soviética | 2               | 2                | 1                 | 4 |
| 2     | YUG Iugoslávia      | 2               | 1                | 1                 | 2 |
| 3     | TCH Checoslováquia  | 1               | 2                |                   | 2 |
| 4     | USA Estados Unidos  |                 |                  | 2                 | 1 |
| 5     | KOR Coreia do Sul   |                 |                  | 1                 | 1 |